# 부정논리곱

부정논리곱(否定論理積)은 주어진 복수의 명제 중 거짓이 포함되었는지 보는 논리 연산이다. NAND라고도 한다.

## 특징
일반적으로 NAND는 다음과 같이 정의된다.
A NAND B = NOT (A AND B)

### 진리표
| 명제 P | 명제 Q | P NAND Q |
| ------ | ------ | -------- |
| 참     | 참     | 거짓     |
| 참     | 거짓   | 참       |
| 거짓   | 참     | 참       |
| 거짓   | 거짓   | 참       |

### 응용
일반적으로 논리 연산은 논리곱(AND), 논리합(OR), 부정(NOT)의 구성으로 표현 가능하다. 하지만, NAND는 모든 논리 연산을 표현할 수 있다. AND, OR, NOT 역시 NAND로 표현할 수 있다.
- NOT A = A NAND A
- A AND B = NOT ( A NAND B ) = ( A NAND B ) NAND ( A NAND B )
- A OR B = ( NOT A ) NAND ( NOT B ) = ( A NAND A ) NAND ( B NAND B )

초기의 집적 회로(표준 논리 IC)는 부품이 고가였기 때문에 가장 회로 구성이 간단한 NAND를 이용하여 다양한 논리 회로를 설계하였다.

## 같이 보기
- 부정논리합
- 논리곱
- 진리값
- 진리표
- 불 대수
- 벤 다이어그램